# Puttelange-aux-Lacs
Puttelange-aux-Lacs település Franciaországban, Moselle megyében. Lakosainak száma 3058 fő (2022. január 1.). Puttelange-aux-Lacs Ernestviller, Grundviller, Guebenhouse, Hoste, Loupershouse, Rémering-lès-Puttelange és Saint-Jean-Rohrbach községekkel határos.

## Népesség
A település népességének változása:
| Lakosok száma | 2642 | 3016 | 2979 | 3201 | 3096 | 3033 | 3025 | 3089 | 3081 | 3058 |
|               | 1968 | 1982 | 1990 | 2006 | 2013 | 2015 | 2017 | 2019 | 2020 | 2022 |